# Рантала, Ийро
Ийро Эмиль Рантала (фин. Iiro Emil Rantala; 19 января 1970, Хельсинки, Финляндия) — финский джазовый музыкант, композитор и пианист; в декабре 2013 года награждён высшей наградой Финляндии для деятелей искусств — медалью «Pro Finlandia».

## Биография

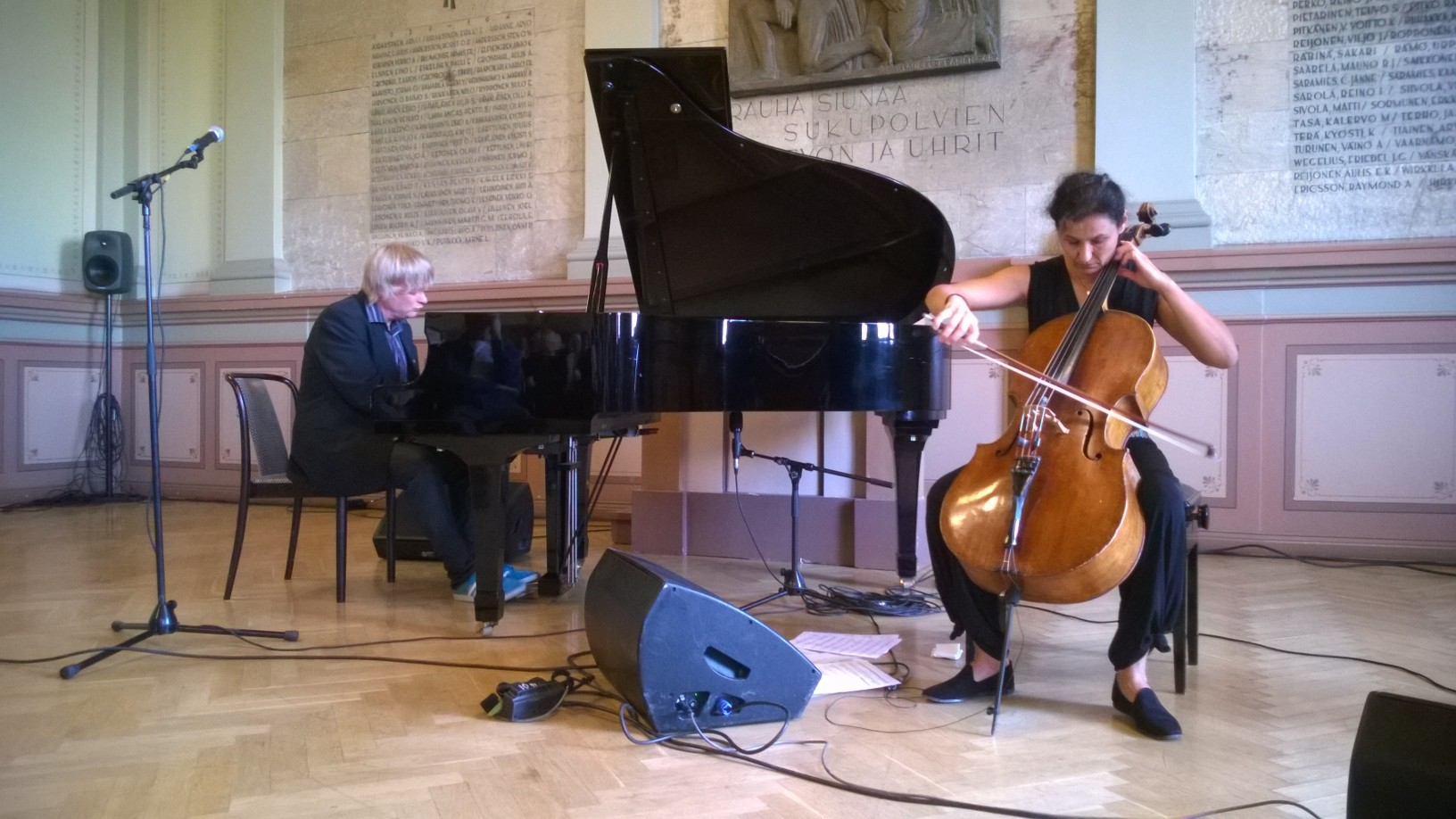
Ийро Рантала и Ася Валчич на концерте в художественном музее Йоэнсуу (2014)

Родился 19 января 1970 года в Хельсинки, в Финляндии. Занятия музыкой начал в возрасте семи лет в хоре мальчиков "Cantores Minores". Окончил академию Сибелиуса в Хельсинки по классу фортепиано, специализируясь на отделении джаза, а также курс классического фортепиано в Манхэттенской школе музыки.
В 1988 году, в год поступления в академию Сибелиуса, Рантала, совместно с бас-гитаристом Ээриком Сиикасаари (Eerik Siikasaari) и ударником Рами Эскелиненом (Rami Eskelinen), основал успешный музыкальный коллектив Trio Töykeät, записавший семь студийных альбомов и выступивший в целом более 2000 раз. Trio Töykeät просуществовало до 2006 года, когда Рантала основал Iiro Rantala New Trio, в составе которого выступил в роли пианиста, Феликс Ценгер (Felix Zenger) — битбоксера, а Марци Нюман (Marzi Nyman) играл на электрогитаре. Со времени своего основания коллектив объехал с гастролями почти всю Европу. Рантала в течение многих лет вёл на финском телевидении шоу Iiro irti («Ийро без границ»), где лично участвует в выступлениях групп и артистов различных жанров.
Рантала известен готовностью вступать в сотрудничество с исполнителями разных стилей и направлений, например в 2011 году он выступил на фестивале Ruisrock в Турку вместе с финской фолк/викинг-метал-группой Turisas.

## Творчество
- 2004 — автор музыки мюзикла «Соломенная Шапочка, Войлочная Тапочка и мошенник Литтойнен» (фин. Heinähattu, Vilttitossu ja Littoisten riiviö) по мотивам книги «Соломенная Шапочка и Войлочная Тапочка»; премьера мюзикла состоялась в Летнем театре города Турку (фин. Turun Vartiovuoren kesäteatteri).
- 2007 — автор музыки к спектаклю «Батончиковая опера» (фин. Patukkaooppera); слова песен — Хейкки Сало, режиссёр — Сиркку Пелтола.[6]

## Дискография
Trio Töykeät
- Päivää (Sonet, 1990)
  - Международная версия: G’day (Emarcy, 1993)
- Jazzlantis (Emarcy, 1995)
- Sisu (PolyGram Emarcy, 1998)
- Kudos (Universal Music Group, 2000)
- High Standards (EMI Blue Note, 2003)
- Wake (EMI Blue Note, 2005)
- One Night in Tampere (EMI Blue Note, 2007)

Big Bad Family
- Big Bad Family (Kompass, 1988)
- Big Bad Family (Re-release) (Final Mix Records, 1996)

Tango Kings
- Tango Kings (Big World, 1995)

Sinfonia Lahti, Trio Töykeät, Jaakko ja Pekka Kuusisto
- Music! (BIS Records, 2002)

SaloRantala Soi
- SaloRantala Soi! (Johanna Kustannus, 2003)
- Talvijalka (Sateen ääni, 2009)

Rantala & Tapiola Sinfonietta
- Concerto for Piano and Orchestra in G♯ΔA♭ (Ondine, 2006)

Iiro Rantala New Trio
- Elmo (Rockadillo Records, 2008)

Pekka Kuusisto & Iiro Rantala
- Subterráneo (Liverace, 2009)

Iiro Rantala Solo Piano
- Lost Heroes (ACT, 2011)

Iiro Rantala, Lars Danielsson, Morten Lund, Adam Bałdych
- My history of jazz (ACT, 2012)

Iiro Rantala, Michael Wollny, Leszek Możdżer
- Jazz at Berlin Philharmonic I (ACT Music, 2013)

Iiro Rantala String Trio (Iiro Rantala, Adam Bałdych, Asja Valcic)
- Anyone with a Heart (ACT, 2014)

## Фильмография
Композитор:
- 2001 — Классика (Klassikko)
- 2008 — Рикки Рэпер (Risto Räppääjä)
- 2009 — Рикки-рэпер и похититель велосипедов (Risto Räppääjä ja polkupyörävaras)
- 2012 — Рикки Рэпер и крутая Венла (Risto Räppääjä ja viileä Venla)

Актёр:
- 2001 — Tango Kabaree (Tango Kabaree), пианист
- 2008 — Рикки Рэпер (Risto Räppääjä), исполнитель группы
- 2009 — Рикки-рэпер и похититель велосипедов (Risto Räppääjä ja polkupyörävaras), музыкант № 3
- 2012 — Рикки Рэпер и крутая Венла (Risto Räppääjä ja viileä Venla), музыкант твист-группы